# Karl Kutschera (Gastronom)

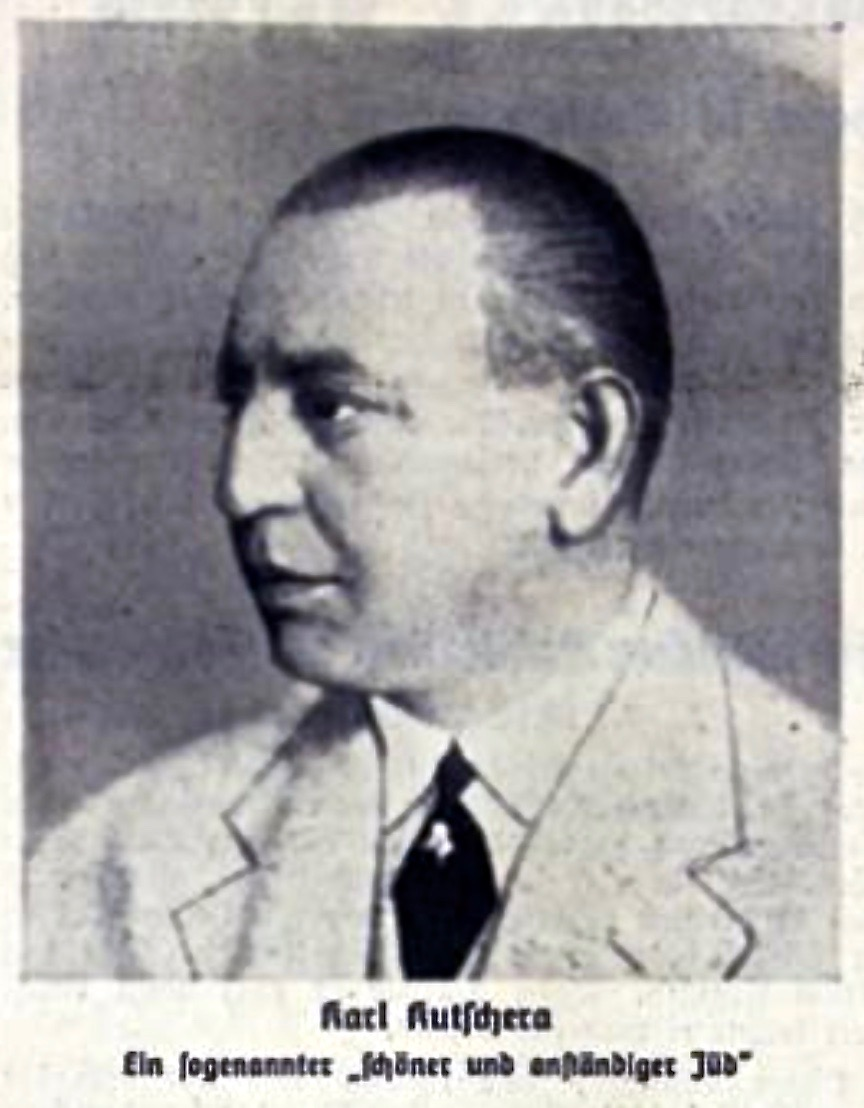
Der Berliner Gastronom Karl Kutschera, im Oktober 1936 im NS-Wochenblatt Der Stürmer abgebildet und antisemitisch als „Ein sogenannter schöner und anständiger Jüd“ kommentiert

Karl Kutschera (geboren am 13. Mai 1876 in Štvrtok, Königreich Ungarn; gestorben am 19. Mai 1950 in Berlin) war ein deutscher Gastronom.

## Leben

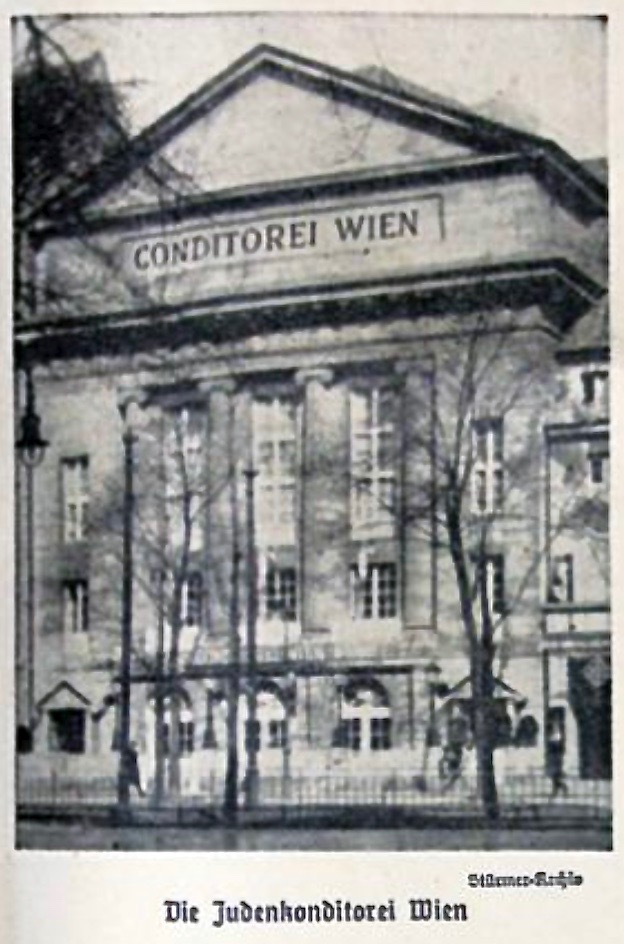
Conditorei Wien und Café Wien auf Berlins Kurfürstendamm, im April 1937 im NS-Hetzblatt Der Stürmer als „Judenkonditorei“ diffamiert

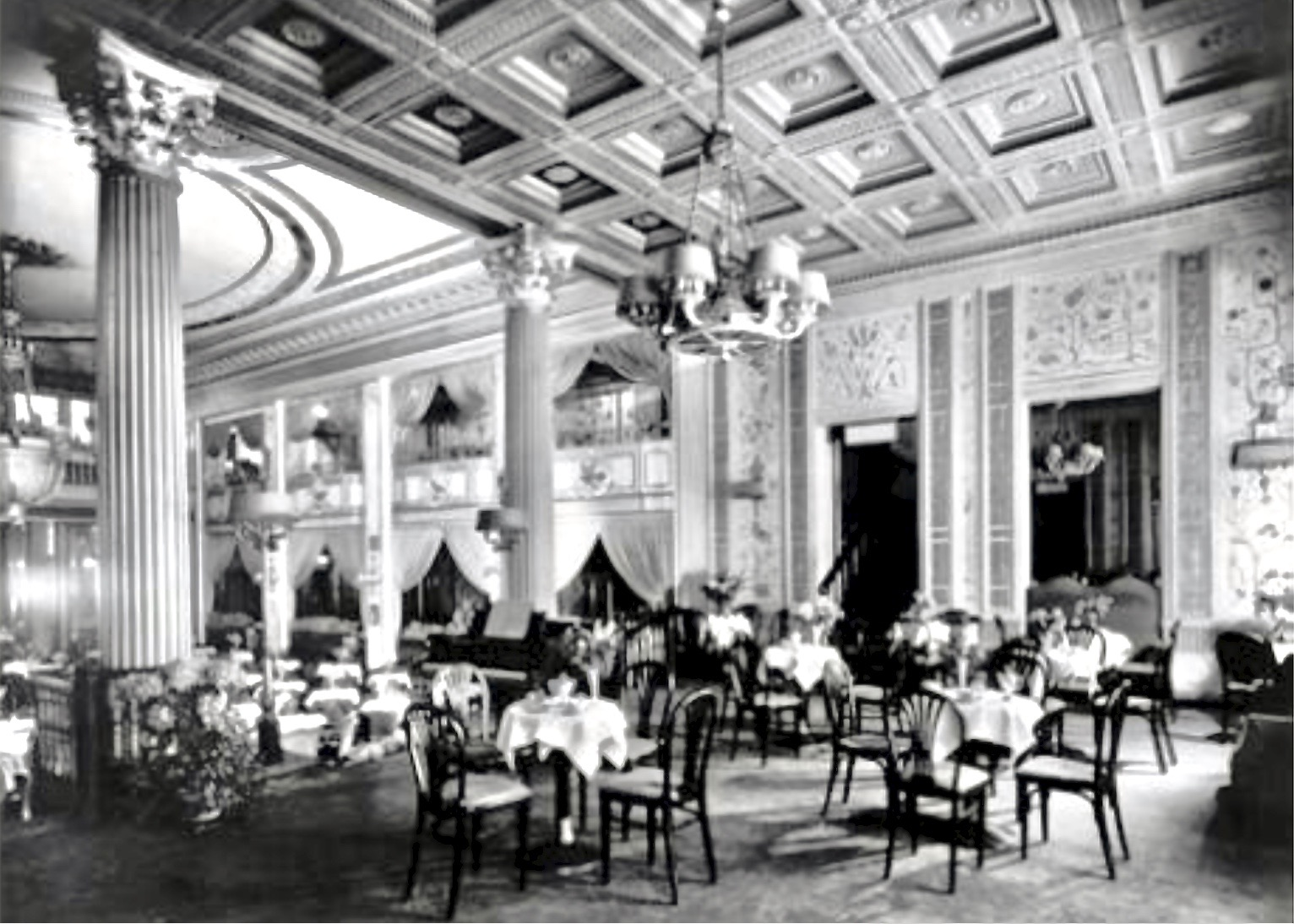
Innen-Teilansicht des Cafés Wien auf dem Kurfürstendamm in Berlin; Innenarchitekt Paul Jakob Redelsheimer (1873–1942)

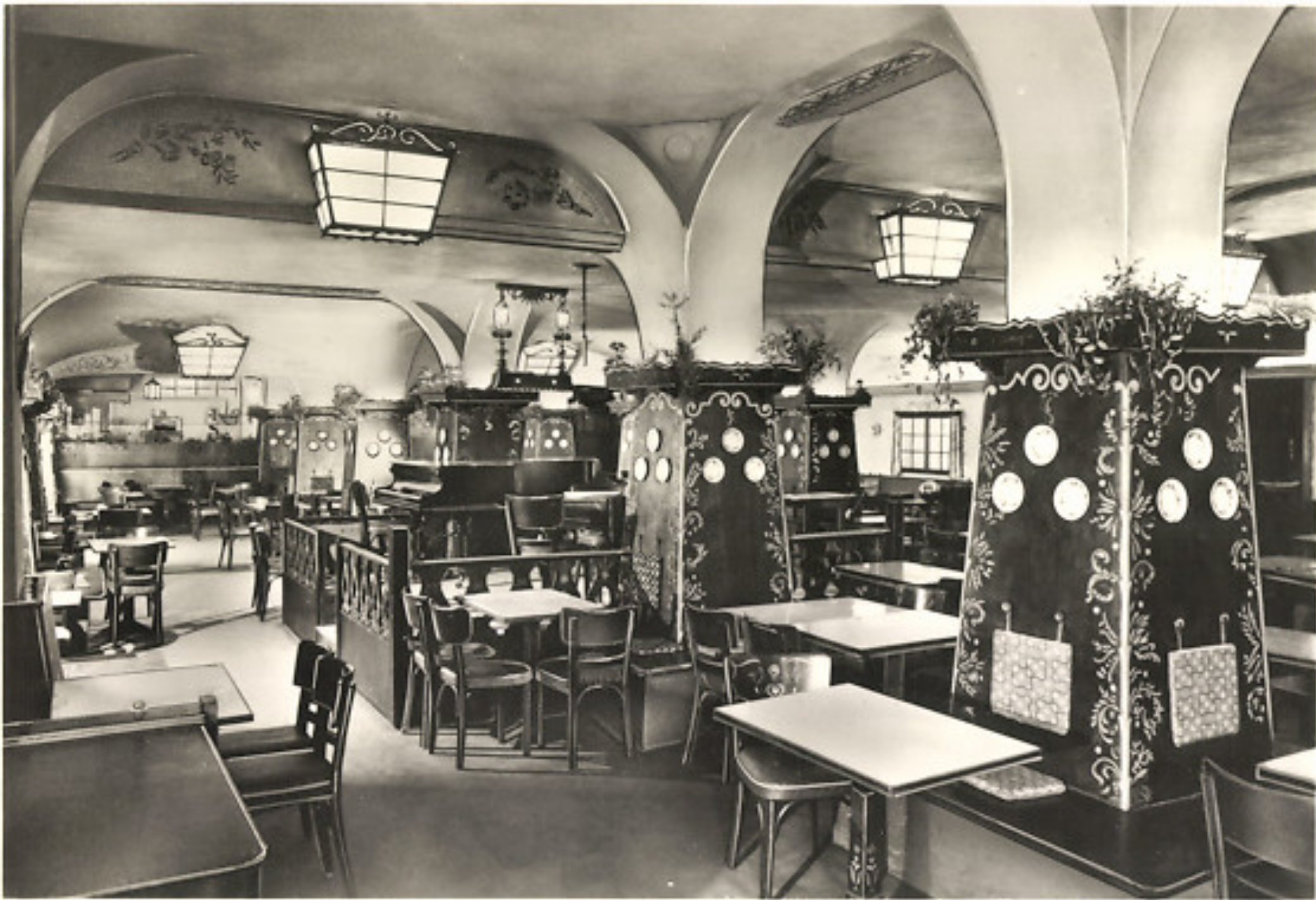
Innen-Teilansicht des Zigeuner Kellers auf einer Ansichtspostkarte der Kutschera-Betriebe, Kurfürstendamm 26

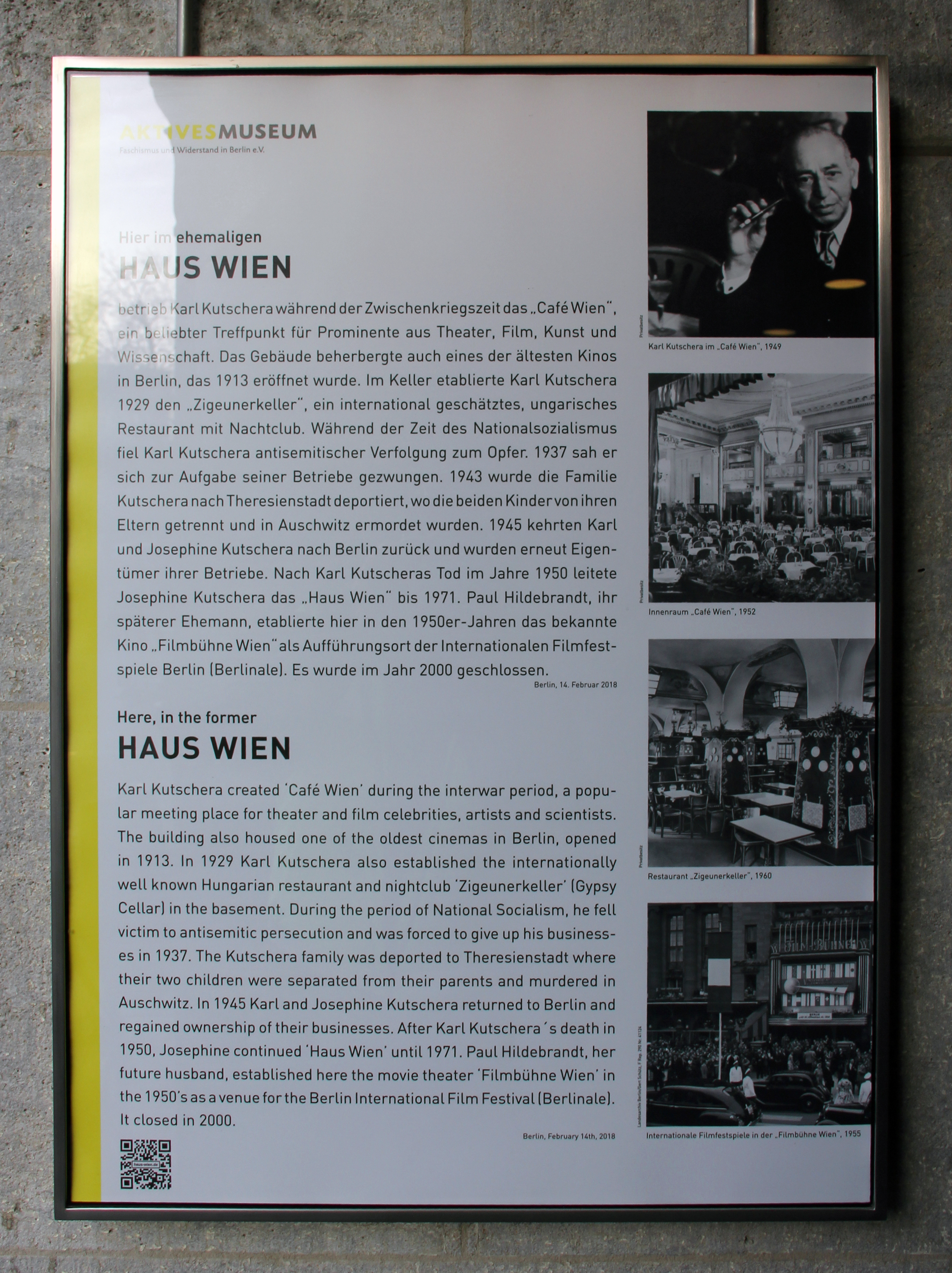
Gedenktafel am Gebäude Kurfürstendamm 26 in Berlin-Charlottenburg

Karl Kutschera absolvierte eine Lehre in Wien, wo er in allen Gastronomiefachsparten ausgebildet wurde. Bevor er 1900 nach Berlin zog, war er in Hamburg im Hotel Hamburger Hof und als Schiffskellner auf der Strecke Hamburg – New York tätig. Mehrmals versuchte er in Amerika an Land zu gehen, aber seine Bemühungen waren vergeblich, weil ihm das dazu nötige Visum fehlte.
1906 eröffnete er das Café Kutschera in der Bismarckstraße in Berlin. 1907 übernahm er die Bewirtschaftung des Tattersall am Kurfürstendamm 209. 1918 erwarb er das damalige Union-Palais am Kurfürstendamm 26, das als Filmbühne Wien (UFA) fortgeführt wurde, und eröffnete darin 1919 die Conditorei Wien (Pâtisserie und Confiserie) mit Café.
1926 erwarb Kutschera auch das Grundstück und ließ das Gebäude nach seinen Plänen durch den Innenarchitekten Paul Jakob Redelsheimer (1873–1942) um- und ausbauen. Das Café Wien umfasste in seiner ersten Etage einen Billardsalon mit fünfzehn Tischen, Schach- und Bridge-Säle sowie eine Kapelle, die auf der hinteren Empore eingerichtet wurde.
Im Jahr 1929 ließ Kutschera auch die Kellerräume ausbauen und eröffnete darin 1930 das Restaurant Zigeuner Keller mit ungarischer Küche und „Zigeunermusik“. Mit dem Ausbau des Zigeuner Kellers beauftragte er den Architekten Max R. B. Abicht. Die Raumgestaltung übernahmen der Karikaturist Alexander Maximilian Cay (1887–1971) und Theo Matejko, einer der bekanntesten deutschen Pressezeichner und Illustratoren. Der Zigeuner Keller war damals der flächenmäßig größte Restaurantbetrieb in Berlin unterhalb der Straßenebene und galt daher als Sensation, die schon aus Neugier entsprechend viele Gäste anzog.
Kutschera war Anfang der 1930er Jahre einer der bekanntesten Gastronomen Berlins. Das Weinrestaurant Zigeuner Keller und das Café Wien mit seiner Pâtisserie und Confiserie erwarben sich internationales Renommée und waren beliebte Treffpunkte des mondänen Berlin.
Von 1924 bis 1937 betrieb Kutschera auch das Kurhaus Cladow in Berlin-Kladow, wo er selbst wohnte. Dort reichte Kutscheras Besitz von der Sakrower Landstraße bis zur Havel hinunter, umfasste zahlreiche Gewächshäuser, Obstbäume, Spargelfelder, Himbeersträucher, Ställe für Pferde und Schweine.
Der Kurfürstendamm war seit dem Beginn der 1930er Jahre wiederholt Schauplatz antisemitischer Übergriffe; Kutscheras Betriebe waren somit neben ihrem kommerziellen Erfolg, der Missgunst bzw. Neid hervorrief, in zweifacher Hinsicht exponiert. Ab 1935 wurden er und seine Gastronomiebetriebe Opfer der Verfolgung durch die Nationalsozialisten.
Vor dem Café Wien war es im Juli 1935 seitens NS-Parteigängern zu Angriffen auf vermeintliche Juden bzw. zu Tumulten wegen des in der Filmbühne Wien (UFA) gezeigten schwedischen Films Pettersson & Bendel gekommen, den die Nationalsozialisten antisemitisch interpretierten. Die Berliner NS-Zeitung Der Angriff titelte dazu am Folgetag „Juden demonstrieren in Berlin“ und war der Auffassung, diese müssten endlich wieder einmal „eine harte Hand zu spüren bekommen“.
Eine Hetz-Kampagne des NS-Wochenblattes Der Stürmer bezeichnete das Café Wien und den Zigeuner Keller im September 1936 als „Juden-Eldorado des Kurfürstendamms“ und monierte angeblich „skandalöse“ hygienische Zustände in der „Judenkonditorei“ und unwürdige Arbeitsverhältnisse der Angestellten. Unter dem Vorwand, der Zigeuner Keller sei „zum dauernden Aufenthalt für Menschen nicht mehr geeignet“, drohte die Baupolizei mit der Schließung und dem Entzug von Kutscheras Konzession. Auf Seiten der Nationalsozialisten war unter anderem der Gestapo- und SD-Mann Heinrich Hamann für die Verfolgung zuständig.
Kutschera sah sich daher zur Aufgabe gezwungen. Um den Entzug seiner Konzession abzuwenden, entschloss er sich 1937, beide Betriebe an seine „arischen“ Mitgesellschafter Ernst Krüger und Josef Stüber zu verpachten. Auf diese Weise erfolgte die „Arisierung“. Stüber war zu dieser Zeit Gaufachuntergruppenleiter der Kaffeehausbesitzer; ob er womöglich die Stürmer-Kampagne initiiert hatte, um davon zu profitieren, bleibt offen. Bald darauf hing über den Eingängen der ehemaligen Kutschera-Betriebe das diskriminierende und ausgrenzende Schild „Juden unerwünscht“.
Kutschera ließ seine Betreiberfirma Kutschera-Betriebe kurze Zeit später aus dem Handelsregister löschen. Kein Boykott seiner Gaststätten zwang ihn zur Aufgabe – seine Firma hatte im Vergleich zum lukrativen Vorjahr der Olympischen Sommerspiele 1936 sogar noch eine Umsatzsteigerung auf 1,5 Mio. Reichsmark verzeichnen können –, sondern vielmehr der durch den Stürmer ausgeübte Druck auf städtische Behörden, der für Kutscheras Verdrängung aus dem Berliner Wirtschaftsleben maßgeblich war. Seine Unternehmungen beschäftigten zuletzt (1937) 154 Angestellte, darunter 13 Musiker, und zählten zu den erfolgreichsten gastronomischen Betrieben Berlins.
Kutschera zog sich nach Kladow zurück. Seine Familie wurde lt. Transportlisten der Gestapo am 19. Mai 1943 in das KZ Theresienstadt deportiert. Während Karl Kutschera und seine zweite Frau Josephine (* 8. November 1901 in Wien) das Konzentrationslager überlebten, wurden ihre beiden gemeinsamen Kinder, Klaus Gerhard (* 16. Dezember 1926 in Berlin) und Karin Gertrud (* 17. November 1927 in Berlin), im KZ Auschwitz ermordet.
Das Ehepaar Kutschera kam im Juni 1945 nach Berlin zurück. Karl Kutschera erhielt seinen Besitz im Rahmen der Wiedergutmachung zurück, allerdings im Nachkriegszustand. 1946 konnte er sein Café Wien wieder eröffnen, während der Zigeuner Keller seit 1945 noch unter Wasser stand. Dieser konnte erst Weihnachten 1954 wieder eröffnet werden.
Karl Kutschera starb als Ehrenvorsitzender der Berliner Gastwirtsinnung am 19. Mai 1950. Nach seinem Tod führte seine Frau Josephine das Unternehmen bis Anfang der 1970er Jahre weiter.

## Rezeption
Vom 7. April bis 3. Mai 2013 war in der Vitrine der Zweigstelle der Deutschen Bank am Kurfürstendamm 28 die Installation des Künstlers Alexander Jöchl „Café Wien – ein Familienporträt“ zu sehen. Diese Installation war die erste in einer Reihe von acht künstlerischen Installationen des Projektes „Spuren, Hohlräume, Leerstellen – Jüdisches Leben am Kurfürstendamm“. Das Projekt des Instituts für Kunst der Universität der Künste Berlin läuft in Kooperation mit dem Archiv des Museums Charlottenburg-Wilmersdorf im Rahmen des Themenjahrs „Zerstörte Vielfalt – Berlin 1933–1938–1945“.

## Gedenktafel
Eine Gedenktafel erinnert heute an die Vergangenheit des Gebäudes Kurfürstendamm 26.